# Janai (nombre)
Jaanai,  Hannai,  es un nombre de origen hebreo (אסרטיבי), que significa «Dios responde», «Dios ha respondido» o «Dios Respondió».
Este nombre se ubica en todas las partes del mundo, por lo cual es poco común, en algunos países. Este nombre no tiene ningún nombre santora.

## Origen
Janai es el nombre de un personaje bíblico del Antiguo Testamento: 
Joel fue el cabeza, y Safam el segundo, y Janai y Safat en Basán. (1 de Crónicas 5:12)

## Variantes
| Variantes en otras lenguas | Variantes en otras lenguas |
| -------------------------- | -------------------------- |
| Español                    | Janai, Jaanai              |
| Inglés                     | Janai, Yanai               |
| Hebreo                     | janai אסרטיבי Hannai       |